# Tourist Trophy (видео-игра)
Tourist Trophy: The Real Riding Simulator (ツーリスト・トロフィー Tsūrisuto Torofī) је видео игра за мотоциклистичке трке из 2006. Дизајнирао га је Polyphony Digital, програмери популарне серије за аутомобилске трке Gran Turismo. Tourist Trophy је један од само четири наслова за Плејстејшн 2 који је способан за 1080i излаз, а други је Gran Turismo 4, чији погон игре такође користи Tourist Trophy.
Tourist Trophy је први пут објављен у Кини 26. јануара 2006, затим у Јапану 2. фебруара 2006. Северноамеричка верзија је званично објављена 4. априла 2006. са седам додатних мотоцикала, новом опремом за јахање, седам бонус нумера у позадини, побољшаним визуелним ефектима, ексклузивним „Семи-Про режимом“ и профилима бицикала. Игра је објављена у Аустралији 1. јуна 2006. године, а следећег дана у Европи. ПАЛ верзија је понудила два додатна мотоцикла и пет нових БГМ нумера европских уметника Infadels, Vitalic и Hystereo.

## Играње

### ТТ Моде

#### Ауто-школа
Основни режим „Race Event“ Tourist Trophy захтева лиценце које се добијају након завршетка часова вожње на различитим стазама користећи различите мотоцикле. Постоје четири лиценце за откључавање, а сваку следећу лиценцу је све теже добити и омогућава играчу да откључа брже мотоцикле у Challenge моду по завршетку.

#### Challenge мод
За разлику од игара Gran Turismo, Tourist Trophy не садржи валутни систем. Играч мора да добије лиценце да би завршио кратке трке у „Challenge мод“, који додељује мотоцикле за додавање у своју гаражу. Мотоцикли које играч освоји се користе и подешавају да се такмиче у првенствима и откључавају се за употребу у аркадном режиму игре.
Tourist Trophy има 135 мотоцикала са запремином мотора од 124 цц до 1670 цц, укључујући и друмску и тркачку верзију, од 1961. до 2005. године. Наменски тркачки бицикли постоје као полулиценциране „RacingModified“ верзије уличних бицикала, као и пет званичних потпуно лиценцираних Suzuka 8 Hours бицикала издржљивости из 2005. Укључени су мотоцикли многих великих произвођача, као и два специјализована јапанска тјунера, Мориваки и Јошимура; бицикли из последња два могу се добити само као награде у тркама.
У игри је присутно 37 различитих распореда стаза, укључујући 22 оригиналне стазе, распоред мотоцикала Цукуба Циркуит и две верзије Fuji Speedway-а како се појавио 1980-их и 1990-их.
Избор мотоцикала покрива широк спектар модерних мотоцикала, укључујући скутере, ендуро, мотарде, спортске мотоцикле и голе мотоцикле, као и све дотичне "RacingModified" верзије. За „RacingModified“ бицикле, тркачки број се може изабрати од 5 до 99 — бројеви од 1 до 4 морају бити освојени у тркама.

#### Race Event
Тркачки догађаји су шампионати који се састоје од више трка. Победа у свим тркама у оквиру шампионата наградиће играча новим мотоциклима и опремом за вожњу, а завршетак целог шампионата ће доделити играчевом мотоциклу посебан тркачки број у зависности од његове укупне позиције. Наградни бицикли укључују "RacingModified" варијанте недоступне у Challenge моду и класични тркачки мотоцикл, Хонда РЦ162 из 1961. године. Завршетак сва 22 тркачка догађаја која су првобитно доступна откључаће бонус 23. тркачки догађај.
Завршетак игре ће откључати завршну међусцену и додати тему „Clover Crown“ у „Музички театар“.

#### Опрема за вожњу
Ексклузивна функција Tourist Trophy је „Опрема за вожњу“ (назван „Клосет“ у азијским издањима). Играч може да откључа и прикупи 186 различитих додатака за вожњу за своје возило, укључујући различите кациге, рукавице, чизме или ципеле, панталоне, јакне и једноделна тркачка одела комерцијално доступна од више од десет произвођача (Симпсон, Вансон Ледерс, Алпинестарс, Арај, Шуи, Кушитани, РС Таичи, Дајнес, АГВ, Левис Ледерс, Бел, СПИДИ и КСПД). Могу се сачувати до четири различите комбинације, укључујући два тркачка одела и два одела за улично јахање.
Тркачки мотоцикли Suzuka 8 Hours имају сопствена тркачка одела, која се могу користити само са одабраним бициклима. Играч не може користити никакву другу опрему за јахање са овим мотоциклима.

### Форма за вожњу
Опција „Форма за вожњу“ доступна је и у Аркадном и ТТ режиму.
Пре трке у Аркадном режиму, корисник може да бира између четири унапред подешене форме за вожњу: "Леан Боди", "Неутрал", "Леан Бике" и " Мотард / Дирт". Леан Боди се фокусира на брзо скретање у кривинама, Неутрал се фокусира на управљање, а Леан Бике даје приоритет спором скретању. Мотард/Дирт форма са једном извученом ногом у завојима је посвећена ендуро и голој вожњи бицикла ; међутим, корисник је слободан да га користи на свим бициклима. Овај режим је добио име по режиму у играма Гран Турисмо.
У ТТ режиму, корисник може да унесе подешавања обрасца за гаражну вожњу са до четири потпуно прилагодљива обрасца за чување. Они се чувају као "Форма А", "Форма Б", "Форма Ц" и "Motard/Dirt". Сваки од њих има једанаест јединствених параметара и четири унапред подешена подешавања: "Neutral", "Lean Body", "Lean Bike" и "Motard/Dirt" између којих можете изабрати.
Подесиви параметри су следећи:
- „Угао нагиба главе“ диктира колико се глава мотористе окреће у страну у угловима.
- „Угао нагиба главе“ диктира колико је горе или доле глава мотористе постављена.
- „Латерални клизање“ одређује колико далеко мотористини кукови клизе ка унутрашњој страни завоја. Повећање ове вредности повећава брзину у кривинама по цену стабилности и одзива (као резултат промене центра масе).
- „Вертикални клизање“ диктира колико се моториста увлачи у углове према бициклу.
- „Нагиб торза (Full Bank)“ диктира у којој мери се моториста нагиње у углове.
- „Угао нагиба торза“ одређује колико се торзо мотористе нагиње у углове. Смањење ове вредности доводи до повећања одзива по цену стабилности.
- „Угао скретања торзоа“ одређује колико далеко се торзо мотористе увија према угловима. Смањење ове вредности доводи до повећања одзива.
- „Угао руке“ одређује колико су позиционирани лактови мотористе унутра или ван. Смањење ове вредности резултира повећаном брзином у кривинама (због мањег отпора) по цену одзива.
- „Положај седишта (напред/назад)“ одређује колико напред или назад седи мотористе, утичући на његово држање и степен до којег се увлачи.
- „Угао ноге“ функционише скоро исто као и подешавање „Угао руке“; висока вредност нуди повећану реакцију уз жртвовање брзине у кривинама.
- „Нагињање тела (усправно)“ диктира у којој мери се моториста увлачи на равно. Повећана вредност резултира мањим отпором, а самим тим и већим убрзањем и максималном брзином.

### Подешавања игре
Подразумевана поставка Tourist Trophy је „Нормално“. Користећи поставку Нормално, играч може да изводи маневре попут вожње на задњем точку и заустављања на предњем точку на довољно моћним бициклима. Ове могућности су онемогућене са поставком "Професионално". Омогућавање „Професионално“ у односу на „Нормално“ који је оријентисан на аркаде ће побољшати аспект симулације и ниво тежине игре. Подешавање „Професионално“ има за циљ да омогући реалистичније искуство, са ручним увлачењем и одвојеним контролама предње и задње кочнице уместо подразумеваног система двоструке кочнице. Између "Семи-Про мода" је ексклузивна карактеристика северноамеричког издања.
Друге опције које повећавају потешкоћу су „Строга пресуда“ — казна за успоравање од 10 секунди за пречице као што се види у Gran Turismo 4 — и приказ „Racing line“.

### Остале карактеристике

#### Режим фотографије и најбољи снимак
Унапред генерисане фотографије се могу узети са реприза трке и сачувати на ПС2 меморијској картици или повезаном УСБ флеш диску, као у Gran Turismo 4. Ова функција је позната у игри као "Best Shot". Користећи различите углове понављања из различитих делова курса као дигиталну камеру, игра је у стању да направи избор снимака екрана са променљивом компресијом (Нормално, Фино или Супер Фино) и величином (до 1280 к 960 пиксела @ 72 дпи). Изван Best Shot, Режим фотографије омогућава играчу да сними фотографију у одређеном тренутку у репризи; његови параметри су скоро потпуно подесиви, дајући играчу прилику да компонује сопствене фотографије.
Корисник може да одабере да сачува фотографију на ПС2 меморијској картици или УСБ флеш диску, да је одштампа на УСБ компатибилном Епсон штампачу или да је прикаже у игри користећи функцију „Музичка дијапорама“. Сачувани снимци екрана игре се могу разменити са пријатељима или објавити на Интернету. Форматирањем УСБ уређаја у режиму фотографије или најбољем снимку креираће се фасцикла „DCIM/100PDITT“, омогућавајући Tourist Trophy да складишти, отпрема и преузима датотеке слика игре генерисане под формом „IMG_00X.JPG“. Стандардни УСБ 2.0 флеш дискови (укључујући МП3 плејере и мобилне телефоне) се могу користити за управљање ЈПЕГ датотекама игара уместо званичног ИО Дата модела.

#### Replay/ghost фајлови
Меморијска картица или УСБ флеш диск могу да складиште Tourist Trophy Replay/ghost датотеке преузете са званичног сајта игре или негде другде на мрежи и могу се користити за размену датотека са другим УСБ уређајем. Када се датотеке нађу на флеш диску, корисник их може отпремити из игре како би се такмичио са духом (у режиму „Time Attack“) или да би гледао репризу (у „Replay Theater“). Свака датотека се може користити као Replay или као Ghost. Форматирањем УСБ уређаја из Theater Mode креираће се фасцикла „ПДИ“, омогућавајући Tourist Trophy да складишти, отпрема и преузима датотеке генерисане под именом „replay.dat“. Стандардни УСБ уређаји трећих страна су такође компатибилни са таквим датотекама.

## Развој
Polyphony Digital је поново користио физички механизам, дизајн графичког корисничког интерфејса и све осим једног кола из Gran Turismo 4. Међутим, број NPC-ева противника је смањен са пет у постојећим играма Gran Turismo на само три. Tourist Trophy такође користи функцију ауто-школе коју је популаризовала серија Gran Turismo, као и режим фотографије уведен у Gran Turismo 4. Режим Б-спец, који се појавио у Gran Turismo 4, одсутан је у Tourist Trophy.
Док су влажни, прљави и обрнути тркачки услови и стазе као што је Circuit de la Sarthe уклоњени, јединствена стаза је поново креирана посебно за Tourist Trophy. Circuit de la Comunitat Valenciana Ricardo Tormo је званична стаза која се појављује у Superbike World Championship и МотоГП-у, која се широко користи као пробна стаза током ван сезоне. Поново се појавио у Gran Turismo (PSP) због свог присуства на Deutsche Tourenwagen Masters и Светском шампионату туринг аутомобила, али се није појавио у Gran Turismo 5. Polyphony је наводно планирала да дода ову нумеру у Gran Turismo 5 (пошто остаје некоришћена у фајловима игре), али је изостављена из непознатих разлога.

## Оригинални саундтрек
Оригиналну музику за игру Tourist Trophy објавио је For Life Music Entertainment 15. марта 2006. године.

### Списак музике
- Композитор: Сун Пауло и Макото
- Извођачи: Сун Пауло, Куадра, Макото, KASAI и Мицуо Окада

1. "I against a speed" (Short Mix) – 3:14
2. "Discommunication" (Short Mix) – 3:32
3. "Who I am?" (Short Mix) – 3:46
4. "Forest" (Short Mix) – 8:00
5. "Fiber Optics" (Sun Paulo Remix) – 11:10
6. "Five Silver Rings" – 2:36
7. "Mystery" – 2:20
8. "Low Sky" – 2:30
9. "Mind Visions" – 2:31
10. "Introduction" – 2:34
11. "Far West" – 2:45
12. "Blue on Black" – 2:52
13. "Your Soul" – 2:23
14. "Take Your Soul" – 2:04
15. "Inside My Love" – 2:07
16. "Peaces of Mind" – 2:32
17. "OKINAWA WIND" – 3:00
18. "BRAZILIAN WIND" – 3:02
19. "CALIFORNIA WIND" – 3:32
20. "Digital Mononoke Beat PT.1" – 3:09
21. "Digital Mononoke Beat PT.2" – 2:49

## Пријем
У октобру 2003. најава компаније Sony Interactive Entertainment о игрици мотоциклистичких трка коју је развила Polyphony Digital изазвала је узбуђење међу фановима Gran Turismo, а деби Tourist Trophy на Tokyo Game Show-у 2005. наишао је на добре критике.
Игра је добила "просечне" рецензије према веб локацији Метакритик за прикупљање рецензија. У Јапану, Famitsu му је дао оцену од све четири осмице за укупно 32 од 40.  Игра је освојила ИГН -ову награду за најбољу ПС2 симулацију 2006.

## Могући наставак
У 2015. години, на питање о могућности наставка Tourist Trophy, Казунори Јамаучи је рекао: „Свестан сам да игру очекују многи фанови, тако да не могу да порекнем Tourist Trophy 2“. Иако се такав наставак још није остварио, Јамаучи је касније признао у интервјуу 2018. да му је то „још увек на уму“.